# 蝦夷穴古墳
蝦夷穴古墳（えぞあなこふん）は、福島県須賀川市和田にある古墳。形状は円墳。福島県指定史跡に指定されている。

## 概要
福島県南部、阿武隈川西岸の微高地に築造された大型円墳である。墳丘裾部は削平を受けているほか、明治期に石室内の発掘が行われている。
墳形は円形で、直径約36メートル・高さ4-5メートルを測る。埋葬施設は切石の横穴式石室で、南南東方向に開口する。石室全長約11メートルを測り、東北地方では最大級の大型石室として注目される。石室内からは、明治期の発掘において金銅製頭椎大刀・銅鋺・馬具など多数の副葬品が出土している。
築造時期は、古墳時代終末期の7世紀前半頃と推定される。石室の規模・副葬品の内容の点で、同時期としては当地方における代表的な古墳の1つとして重要視される。
古墳域は1988年（昭和63年）に福島県指定史跡に指定されている。

## 遺跡歴
- 1885・1888年（明治18・21年）、発掘（出土品は東京国立博物館保管）[4]。
- 1958年（昭和33年）8月1日、福島県指定史跡に指定[3]。

## 埋葬施設

石室俯瞰図

石室展開図

埋葬施設としては横穴式石室が構築されており、南南東方向に開口する。石室は玄室・玄門・羨道（または前庭部）から構成されるが、羨道（前庭部）の上半は失われている。石室の規模は次の通り。
- 石室全長：約11メートル[2]（または8メートル[4]）
- 玄室：長さ4.35メートル、幅2.1メートル（最大）、高さ2.8メートル

石室は石英安山岩質溶結凝灰岩の切石を用いた整美なものである。奥壁は2段積みで、両側壁は基底石各3個の上に石材を持ち送って積む。奥壁の1枚石、天井石の2枚には特に巨大な石を使用する点で注目される。
石室内からは、金銅製頭椎大刀・青銅製鋺・装身具（勾玉・管玉）・刀子・馬具（辻金具）・三輪玉・馬歯などが出土しており、現在は東京国立博物館で保管されている。

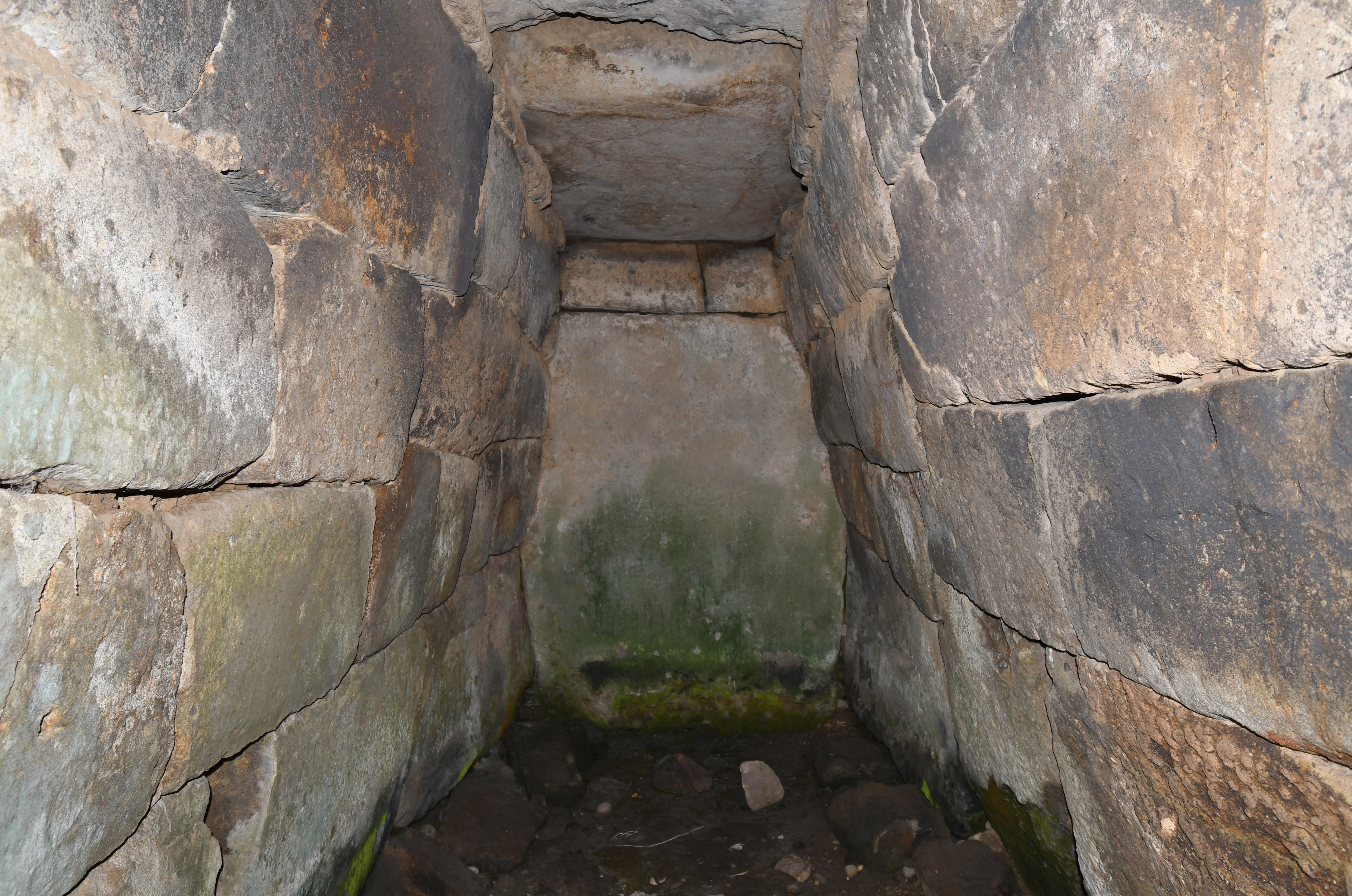
玄室（奥壁方向）
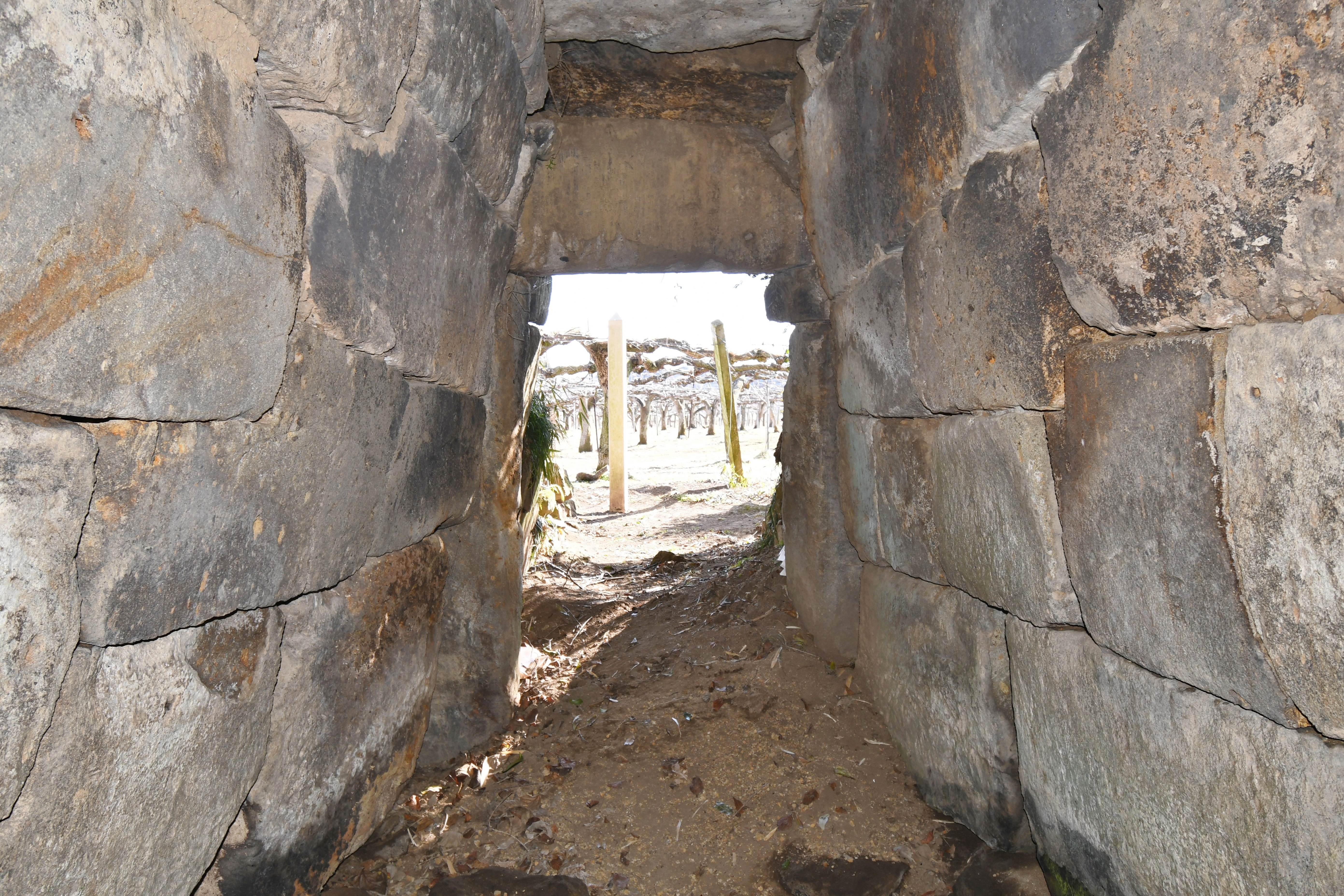
玄室（羨道方向）
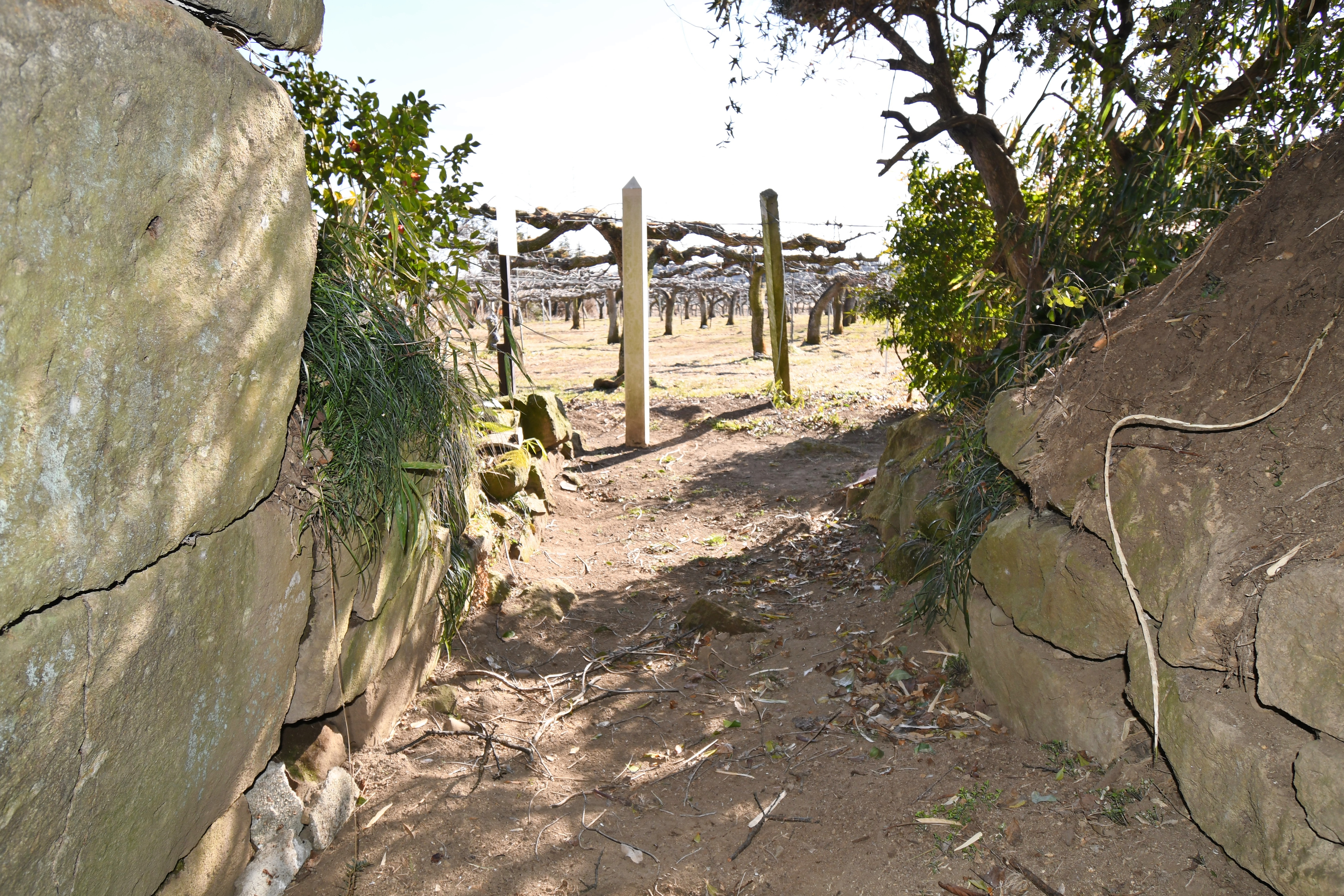
羨道（開口部方向）
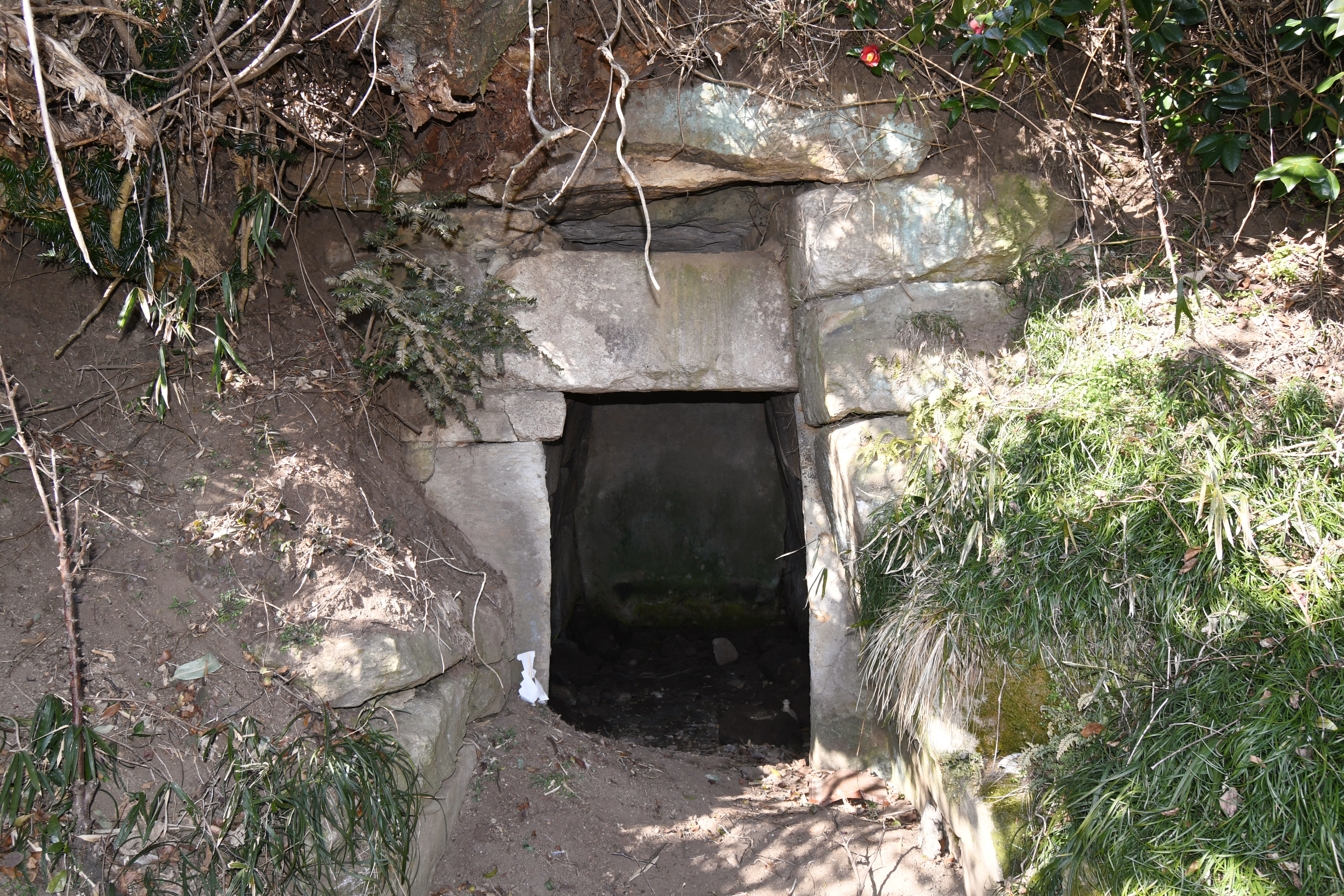
玄門（玄室方向）
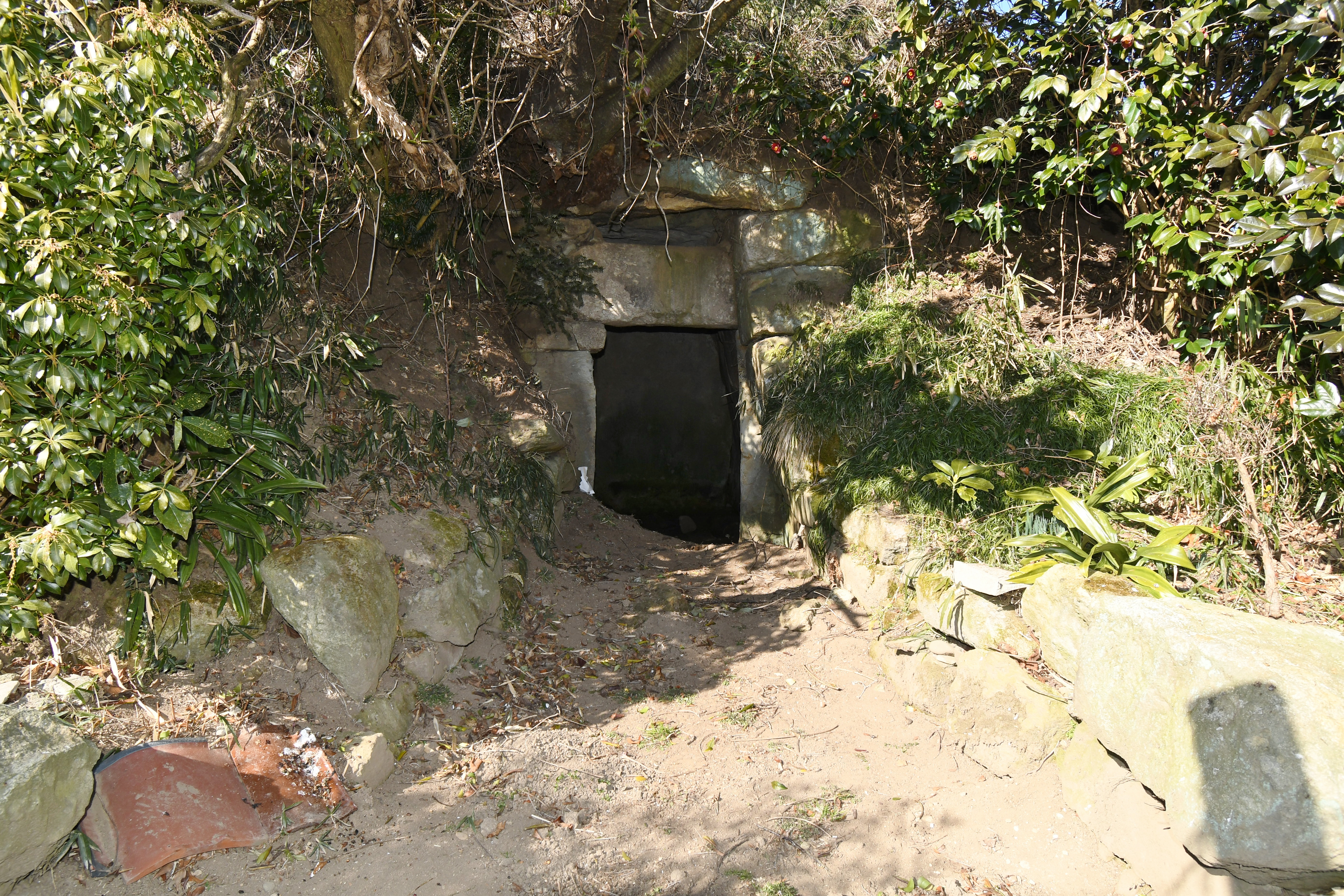
羨道（玄室方向）
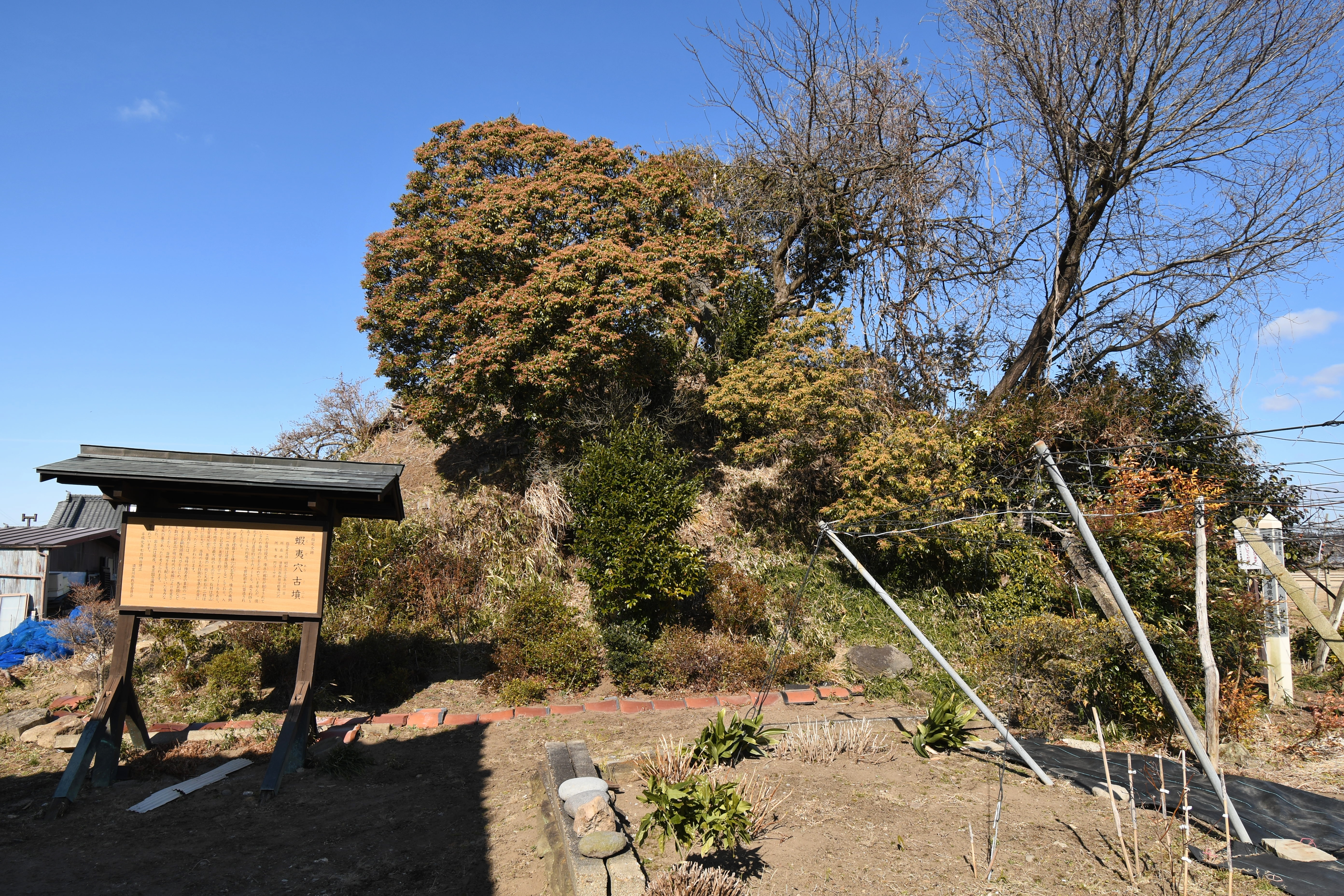
墳丘

## 文化財

### 福島県指定文化財
- 史跡
  - 蝦夷穴古墳 - 1958年（昭和33年）8月1日指定[3]。

## 関連施設
- 須賀川市立博物館（須賀川市池上町）
- 東京国立博物館（東京都台東区） - 蝦夷穴古墳の出土品を保管。